# 푸라얼지구

푸라얼지구(중국어: 富拉尔基区, 병음: Fùlā'ěrjī Qū)는 중화인민공화국 헤이룽장성 치치하얼 시의 행정구역이다. 넓이는 375km2이고, 인구는 2007년 기준으로 260,000명이다.

## 행정 구역
7개 가도, 1개 향, 1개 민족향을 관할한다.
- 가도: 红岸街道, 沿江街道, 电力街道, 幸福街道, 红宝石街道, 北兴街道, 铁北街道.
- 향: 长青乡.
- 민족향: 杜尔门沁达斡尔族乡.